# Iwan Michailowitsch Danischewski
Iwan Michailowitsch Danischewski (russisch Иван Михайлович Данишевский; * Dezember 1897 in Warschau; † 1979) war ein russisch-sowjetischer Tschekist und Luftfahrtingenieur.

## Leben
Danischewski stammte aus der jüdischen Familie eines kleinen Beamten und einer Hebamme, die aus Moskau verbannt worden waren. Nach dem Gymnasiumsabschluss 1916 im Ersten Weltkrieg begann  er das Studium an der Kaiserlichen Universität Charkow. Er trat in die Partei der Sozialrevolutionäre ein und gab bald das Studium auf. Im Januar 1917 wurde er als Organisator einer Antikriegsmassenversammlung von der Polizei festgenommen, konnte aber entfliehen.
Nach der Februarrevolution 1917 gründete Danischewski im Juli 1917 mit anderen in Charkow eine Rote Garde. Im Dezember 1917 nach der Oktoberrevolution gehörte er zum 1. Charkower Proletarier-Regiment, das gegen die Kalediner im Donbass kämpfte. Als im April 1918 österreichische und deutsche Truppen die Ukraine besetzten, leitete er die illegale Berichterstattung an die Ukrainische Aufstandsregierung in Moskau und trat aus der Partei der Sozialrevolutionäre aus.
Ab September 1918 arbeitete Danischewski als Organisator im Untergrundrevolutionskomitee. Nach der Machtübernahme der Bolschewiki in Charkow im Russischen Bürgerkrieg war er ab Januar 1919 Mitglied des Kollegiums für Regierungsagitation und -propaganda des Volkskommissariats für Militärangelegenheiten der Ukrainischen SSR. Auch nahm er an Kämpfen gegen Kulaken teil.
Als im Juni 1919 die weißen Denikin-Truppen die Ukraine eroberten, ging Danischewski nach Moskau und trat im Oktober 1919 in die Kommunistische Partei Russlands (Bolschewiki) (KPR (B)) ein. Er war dann Vizechef für Information der Sonderabteilung der Tscheka. Im Herbst 1919 legte er Lenin einen Bericht vor mit Informationen, die die Nichtbeteiligung Michail Arschanows an einer Verschwörung des Allrussischen Nationalen Zentrums bestätigten.
Von Januar bis September 1920 war Danischewski Mitglied des Revolutionsmilitärrats der paramilitärischen Ukrainischen Arbeiterarmee, Vizevolkskommissar für Arbeit der Ukrainischen SSR und Leiter des Allukrainischen Volkskommissariats für Arbeit.
Von Oktober 1920 bis September 1921 arbeitete Danischewski in Organen der Tscheka und leitete die Sonderabteilung der 13. Armee der Südfront der Roten Armee. Von November 1920 bis Januar 1921 gehörte er zur Stoßgruppe der Tscheka-Sonderabteilungen der Süd- und Südwestfront, die sich an der „Säuberung“ der Krim beteiligte, nachdem General Wrangel mit seinen letzten Truppen im November 1920 auf Schiffen die Krim verlassen hatte. Danischewski leitete eine dreiköpfige Extra-„Troika“, die nach Listen Weißgardisten und Flüchtlinge in Abwesenheit zum Tode verurteilte, so vom 6. bis 14. Dezember in Kertsch 609 Personen, vom 3. bis 30. Dezember in Feodossija 527 Personen, am 27. Januar 1921 in Simferopol 10 Personen. Danischewski war an mindestens 2000 Verurteilungen beteiligt und wurde mit einer goldenen Uhr ausgezeichnet. Auch nach der Krim-Aktion war er  Troika-Mitglied von Tscheka-Sonderabteilungen. So wurde am 24. Februar in Charkow der Anarchist Pjotr Rybin zum Tode verurteilt.
Im März 1921 wurde Danischewski Chef der Sonderabteilung des Charkower Militärbezirks und im Juni 1921 Sonderbevollmächtigter der Tscheka in Transkaukasien, wo er die Ergreifung feindlicher Elemente organisierte. Im September 1921 wurde er aus der Tscheka entlassen.
Danischewski leitete nun die Hauptverwaltung der Kleingewerbeindustrie der Ukrainischen SSR. Im Mai 1925 wurde er Direktor des Vorstands der Elektrobank. 1926 erhielt er einen strengen Verweis der Zentralen Kontrollkommission der KPdSU wegen unrechtmäßiger Kreditvergabe. Im Juli 1926 wurde er Chef der Inspektion des Gostorgs der RSFSR und dann Vizevorsitzender des Pelz-Gostorgs.
Nachdem Danischewski ab Januar 1930 die halbjährigen Parteiarbeiter-Kurse absolviert hatte, begann er im Herbst 1930 das Studium an der Militärakademie für Ingenieure der Luftstreitkräfte „Prof. N. J. Schukowski“. Während des Studiums wurde er zweimal ausgezeichnet. 1935 schloss er das Studium als Ingenieur für Flugmotorenbau ab.
Danischewskis Frau Sokolowskaja war 1931 und 1935 verhaftet worden.
Danischewski arbeitete nun in Perm und wurde dann  Chef der Gießerei des Stalin-Flugmotorenwerks Nr. 19 in Perm. Im Juli 1937 wurde er Direktor und Bauleiter des Flugzeugwerks Nr. 153 in Nowosibirsk. Unter seiner Leitung wurden im Dezember 1937 die ersten Polikarpow I-16 ausgeliefert. Gebaut wurden ein Flugplatz, eine Wasserpumpstation, eine Kompressorstation, eine Azetylenstation und Wohnhäuser für die Spezialisten.
Während des Großen Terrors wurde Danischewski am 13. August 1938 zusammen mit seinem Stellvertreter S. I. Indissow, dem Chefingenieur B. L. Dlugatschew und dem Leiter des Organisationstechnikbüros des Werks wegen Sabotage verhaftet aufgrund einer Anzeige des Chefs der Technikkontrollabteilung des Werks Danilow, des Cheftestpiloten Alexander Filippowitsch Tamara und des Chefingenieurs W. L. Kurasch. Ermittelt wurde von den Chefs der 7. und 2. Abteilung des Nowosibirsker NKWD N. S. Welikanow und I. P. Dejew. Am 13. November 1938 verurteilte das Militärkollegium des Obersten Gerichts der UdSSR unter dem Vorsitz Dmitri Kandybins, S. M. Kalaschnikows und I. G. Kitins in Nowosibirsk Danischewski wegen Beteiligung an einer terroristischen und rechtstrotzkistischen Sabotageorganisation nach Artikel 58 des Strafgesetzbuches der RSFSR zum Tod durch Erschießen. Am 30. November 1938 wurde ihm erklärt, dass das Urteil aufgehoben sei. Am 11. April 1939 verurteilte ihn das Tribunal des Militärs des NKWD des westsibirischen Bezirks zu 20 Jahren Lagerhaft als Mitglied der Sabotage-Organisation Tupolew.
Danischewski kam in das Arbeitslager an der Kolyma. Er arbeitete im Goldbergbau, wurde Vorarbeiter und schließlich Leiter der Mechanik-Werkstatt in Stekolny. Er erhielt mehr als 100 Belobigungen für Verbesserungsvorschläge und gute Arbeit sowie Gutschriften für Strafverkürzung. Er rettete viele Intellektuelle und Parteiangehörige, indem er sie als Schlosser für seine Werkstatt anforderte. Er verbarg seine Tscheka-Vergangenheit und gab sich als früherer Divisionskommissar aus.
Ab 1952 arbeitete Danischewski als freier Mitarbeiter an der Kolyma. Im Zuge der Entstalinisierung wurde er am 14. September 1955 rehabilitiert. Er ging nach Moskau, wurde literarisch tätig und verfasste Memoiren. Er verteidigte Lenins Prinzipien der monumentalen Propaganda und protestierte gegen die Errichtung bzw. den Schutz der Denkmäler für Michail Kutusow, Alexei Jermolow und Juri Dolgoruki. Er kritisierte die Mythologisierung Alexander Suworows als Beispiel des Übergangs vom klassenkämpferischen Standpunkt zum nationalistischen Denken.
Danischewski starb während einer Sitzung einer Parteikommission, auf der er seinen Lagerfreund Juri Milonow gegen eine diffamierende Veröffentlichung verteidigte. Er wurde auf dem Wwedenskoje-Friedhof begraben.

## Ehrungen
- Leninorden (1956)[5]